# Rohrberg (Áustria)
Rohrberg é um município da Áustria, situado no distrito de Schwaz, no estado do Tirol. Tem 10,15 km² de área e sua população em 2019 foi estimada em 577 habitantes.